# Ніколас Гарсія (стрибун у воду)
Ніколас Гарсія (ісп. Nicolás García, 20 червня 1995) — іспанський стрибун у воду.
Учасник Олімпійських Ігор 2020 року, де в стрибках з 3-метрового трампліна посів 19-те місце.